# Holge Ottosson
Carl Evert Holge Ottosson, född 21 maj 1913 i Anderstorps församling, Jönköpings län, död 31 december 1989 i Anderstorp, var en svensk direktör, kommunalpolitiker och riksdagsman (moderat).
Ottosson var ledamot av riksdagens första kammare 1964–1970, invald i Jönköpings läns valkrets. Han är begravd på Anderstorps nya kyrkogård.